# 沃尔特·贝里
沃尔特·贝里（英語：Walter Berry，1964年5月14日—），美国NBA联盟的职业篮球运动员。他在1986年的NBA选秀中第1轮第14顺位被波特兰开拓者选中。